# 日本基督教団広島流川教会

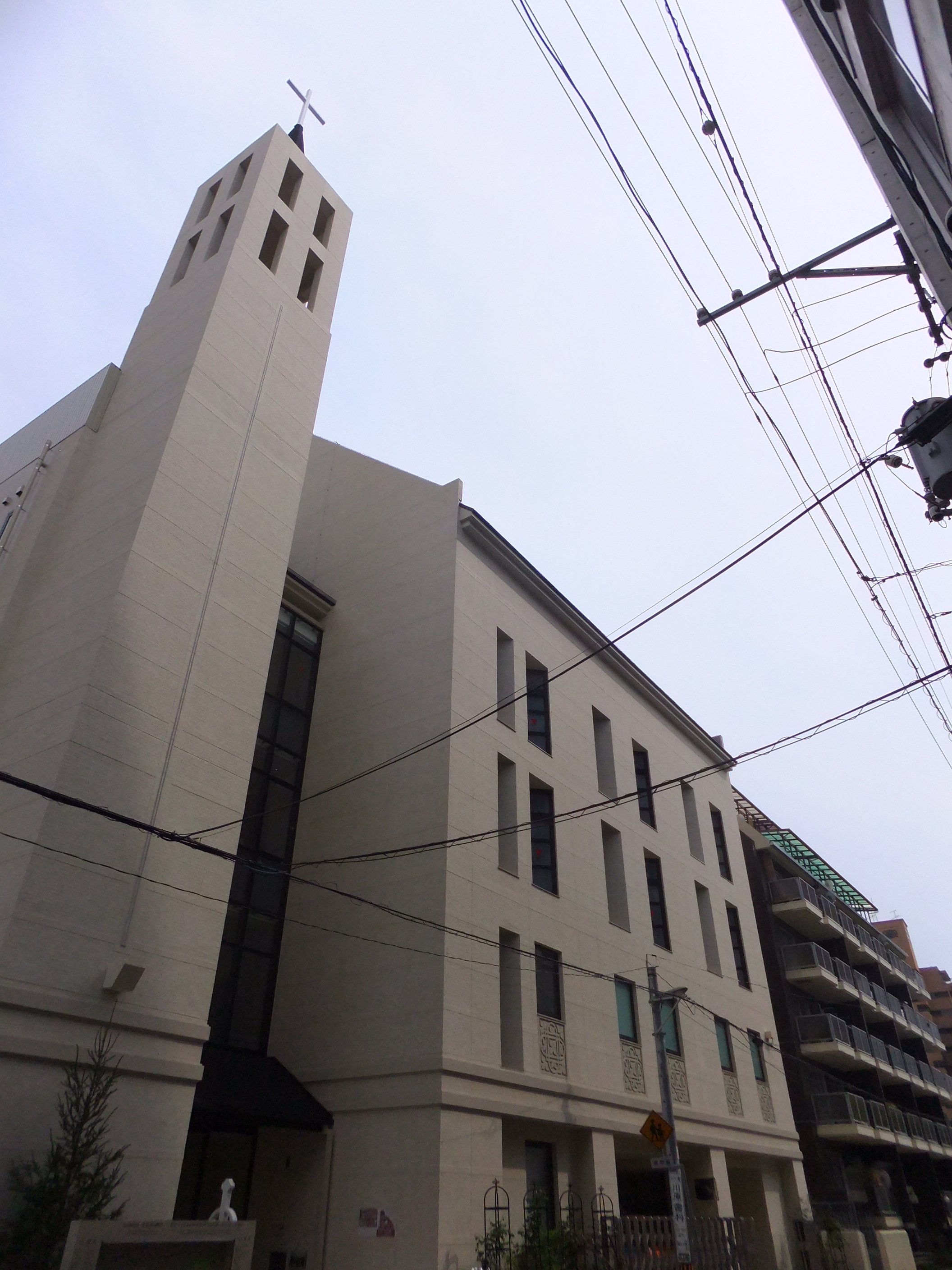
日本基督教団広島流川教会

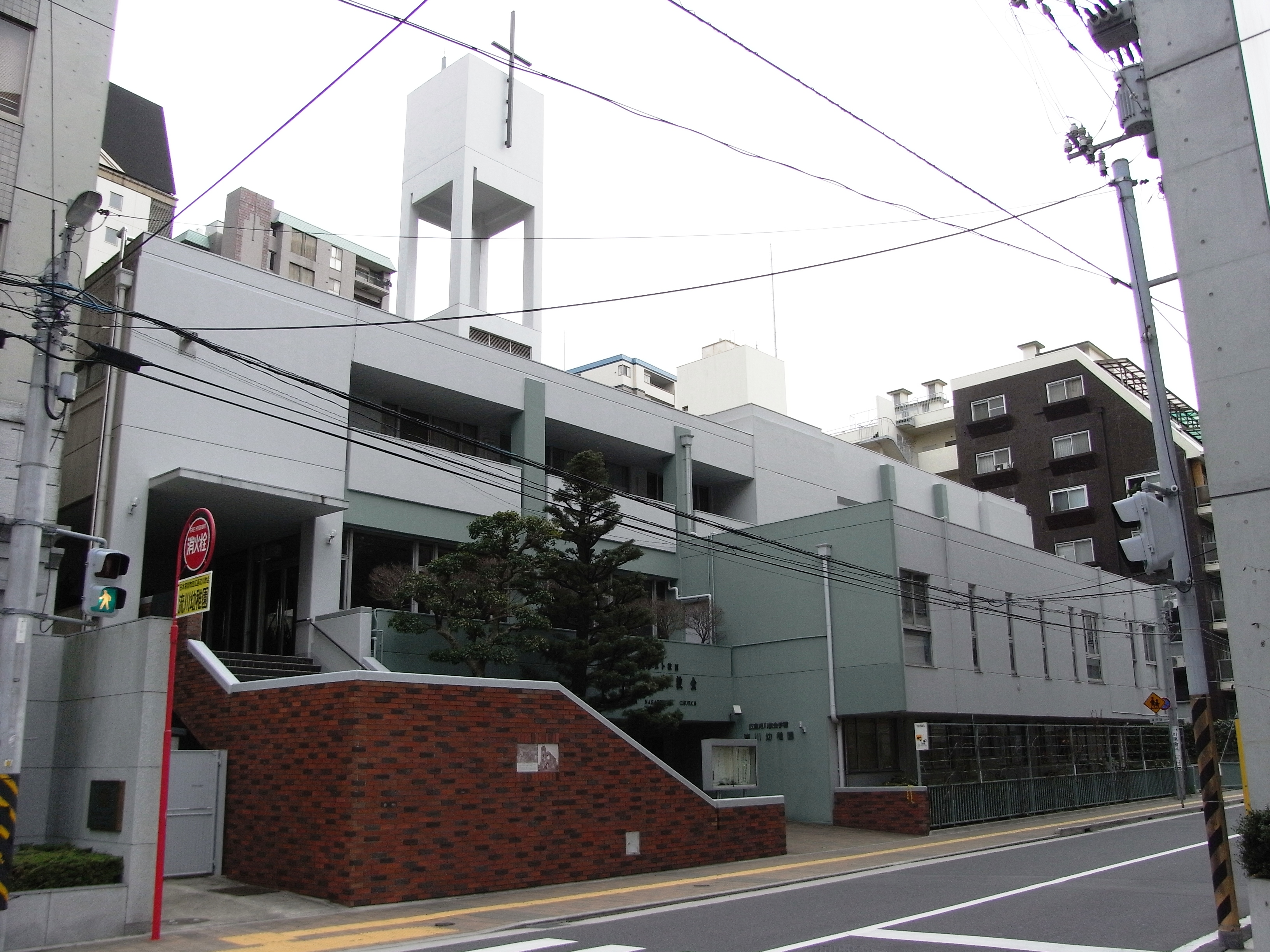
2012年までの教会

日本基督教団 広島流川教会（にほんきりすときょうだん ひろしまながれかわきょうかい）は、広島県広島市中区にあるキリスト教の教会。

## 歴史
1887年に、砂本貞吉が中心となりアメリカ人宣教師ウォルター ラッセル ランバスの協力を得て創設される。教会の創設当時は、現在の日本基督教団神戸栄光教会と共にアメリカ南メソジスト監督教会の瀬戸内海沿岸の広域伝道拠点の一つなのである。当時の教会堂は階下を教会の集会所として階上に女生徒を集めて女学校とし、これが広島女学院の母体となる。
1927年に建堂されている教会堂はヴォーリズの設計によるゴシック様式の建物であり、1945年に被爆してしまうが、修復後は1971年まで使用されている。教会に「流川」の名称が冠されているのは、1941年の日本基督教団成立によるものである（日本基督教団の成立前は日本メソヂスト広島中央教会）。「流川」は今日では中四国随一の歓楽街として知られるが、建設当時はまだ歓楽街は発展していなかった。
原爆投下時の主任牧師である谷本清は、関西学院大学神学部を経てアメリカ合衆国のエモリー神学校の出身でありアメリカメソジスト監督教会との人脈を活かして、教会やそれにまつわる人々の絆の復興と平和運動に尽力する。占領下のプレスコードの中で2回にわたり渡米し、被爆の惨状を訴える講演旅行に招かれて反核・平和運動の嚆矢となる。その運動は、アメリカの教会・慈善団体と連携している原爆乙女の渡米治療運動や原爆孤児に対する精神養子運動となり結実して、現在ではヒロシマ・ピースセンター（広島工業大学内に事務局を設置）により、谷本の名を冠する谷本清平和賞が毎年平和のために尽力する個人や団体に授与されている。

## 牧師
現在の牧師は、向井希夫。歴代の牧師を見ると、関西学院大学の出身者がほとんどである。

## 音楽主事
大代恵、玉理照子、福原之織、佐々木悠、高橋孝子

## 教会堂
1971年に上幟町に移転・献堂されている現在の教会堂は、矩形の礼拝堂の長い辺に聖壇を設けて会衆席が三方から聖壇に向けて置かれている。聖壇に向かい横に広がる礼拝堂としては日本では初期のものに属しており、この種の教会堂としては典型的なものと言ってよい。被爆・日本の敗戦から50周年の年である1995年には、被爆して黒焦げになってしまっている前会堂の十字架と、ひびの入っている鐘を礼拝堂に架設している。中庭には、旧会堂の扉らしきものも朽ちながらも会堂の壁に立て掛けられている。

## 行事
- 主日礼拝 - 毎日曜日 10：30より
- CS（子ども）礼拝 - 毎日曜日 9:30より

## 関連団体
- 認定こども園　流川こども園（中区上幟町）

## 交通アクセス
- JR山陽本線 広島駅 徒歩15分